# Liste de films français sortis en 1977
Listes de films français
- 1973
- 1974
- 1975
- 1976
- 1977
- 1978
- 1979
- 1980
- 1981

Liste non exhaustive de films français sortis en 1977

## 1977
| Titre                                 | Réalisateur            | Distribution                                    | Genre              |
| ------------------------------------- | ---------------------- | ----------------------------------------------- | ------------------ |
| Alice ou la Dernière Fugue            | Claude Chabrol         | Sylvia Kristel, Charles Vanel, André Dussollier |                    |
| Des enfants gâtés                     | Bertrand Tavernier     | Michel Piccoli, Christine Pascal, Michel Aumont |                    |
| Le Juge Fayard dit « le Shériff »     | Yves Boisset           | Patrick Dewaere, Aurore Clément                 | Policier           |
| L'Homme qui aimait les femmes         | François Truffaut      | Charles Denner                                  |                    |
| Providence                            | Alain Resnais          | Dirk Bogarde                                    | Comédie dramatique |
| Diabolo Menthe                        | Diane Kurys            |                                                 |                    |
| Dites-lui que je l'aime               | Claude Miller          | Gérard Depardieu, Miou-Miou                     |                    |
| La Vie devant soi                     | Moshe Mizrahi          | Simone Signoret                                 |                    |
| Mort d'un pourri                      | Georges Lautner        | Alain Delon                                     |                    |
| Un taxi mauve                         | Yves Boisset           | Charlotte Rampling, Philippe Noiret             |                    |
| Violette et François                  | Jacques Rouffio        | Isabelle Adjani, Jacques Dutronc                |                    |
| La Menace                             | Alain Corneau          | Yves Montand                                    | policier, thriller |
| Nous irons tous au paradis            | Yves Robert            | Claude Brasseur, Victor Lanoux                  | Comédie            |
| L'Imprécateur                         | Jean-Louis Bertuccelli | Jean Yanne, Michel Piccoli                      | Comédie dramatique |
| Des journées entières dans les arbres | Marguerite Duras       | Bulle Ogier, Jean-Pierre Aumont                 |                    |
| Le Gang                               | Jacques Deray          | Alain Delon, Nicole Calfan                      | Policier , Drame   |
| La Vie parisienne                     | Christian-Jaque        | Martine Sarcey, Évelyne Buyle                   |                    |
| Va voir maman, papa travaille         | François Leterrier     | Marlène Jobert, Philippe Léotard                | Comédie , Romance  |
| L'Amour en herbe                      | Roger Andrieux         | Michel Galabru, Françoise Prévost               | Comédie dramatique |
| Le Crabe-tambour                      | Pierre Schoendoerffer  | Jean Rochefort, Jacques Perrin, Claude Rich     |                    |